# Nurri
Nurri (sardinski: Nurri) je grad i općina (comune) u pokrajini Južnoj Sardiniji u regiji Sardiniji, Italija. Nalazi se na nadmorskoj visini od 612 metara i ima 2 164 stanovnika.
 Prostire se na 73,67 km². Gustoća naseljenosti je 29 st/km².
Susjedne općine su: Esterzili, Isili, Mandas, Orroli, Sadali, Serri, Siurgus Donigala i Villanova Tulo.